# Deir Rafat
Koordinaten: 31° 46′ 34″ N, 34° 56′ 47″ O

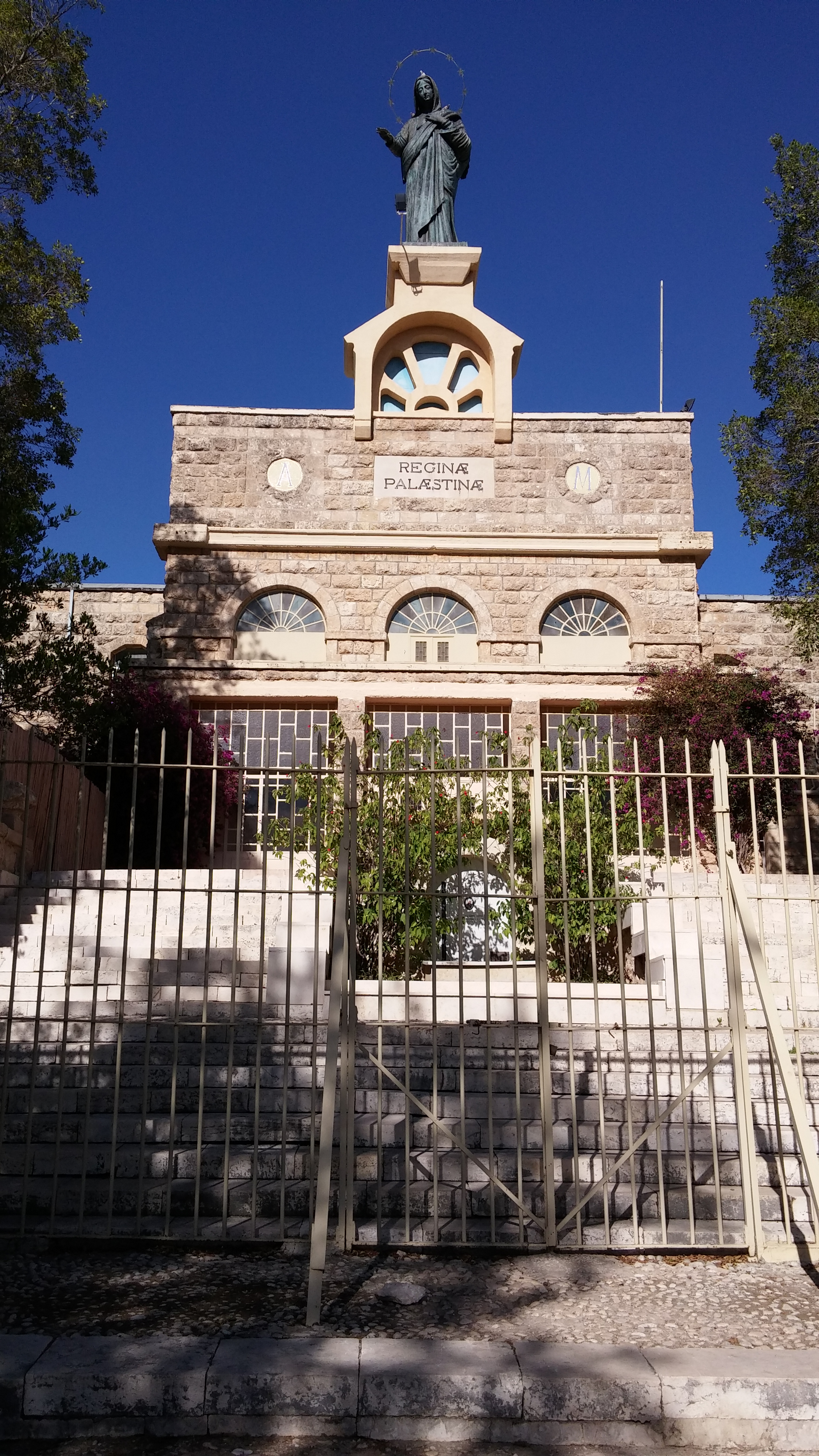
Eingangsbereich des Klosters Deir Rafat, mit der Statue Königin von Palästina (2017)

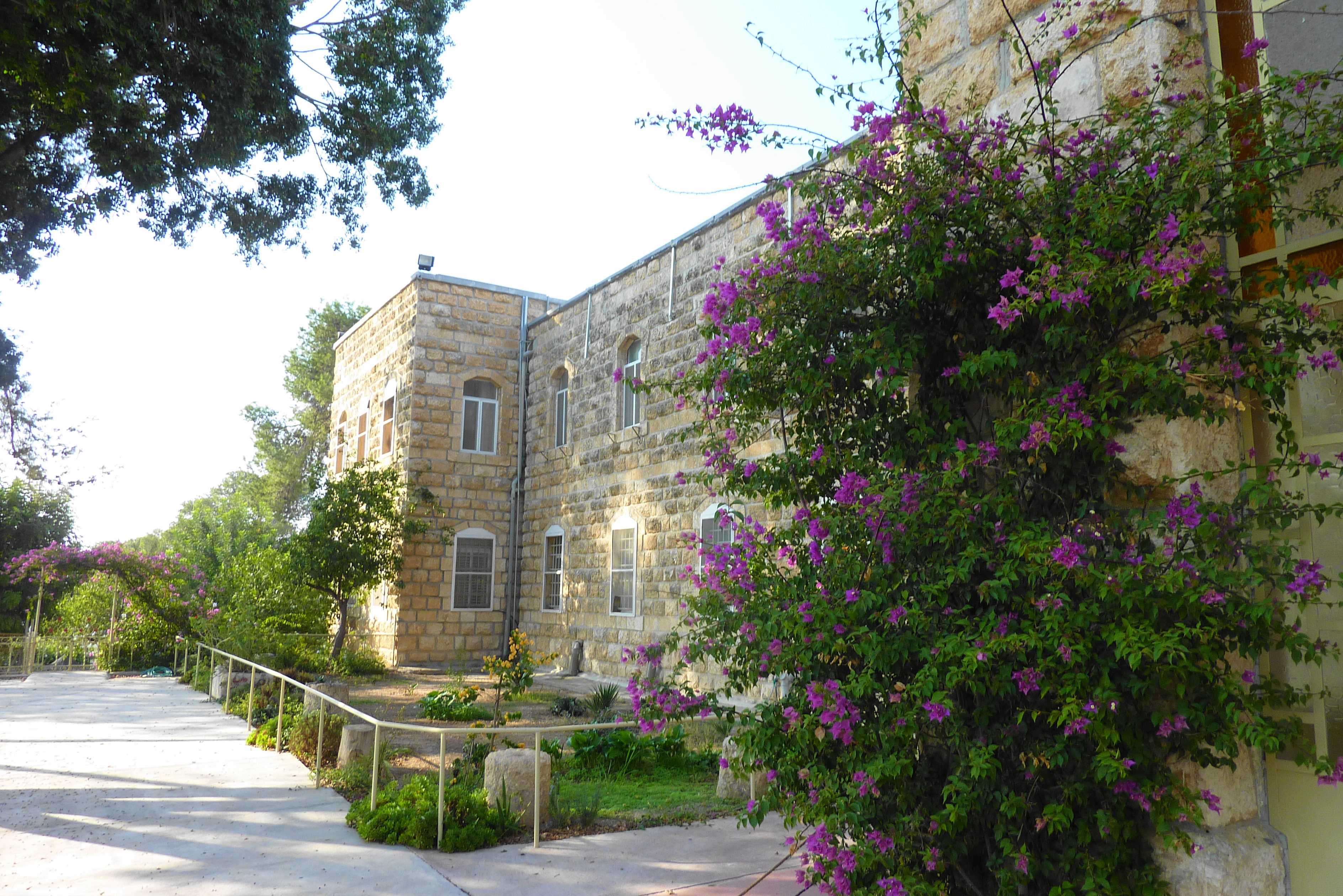
Klostergebäude Deir Rafat (2010)

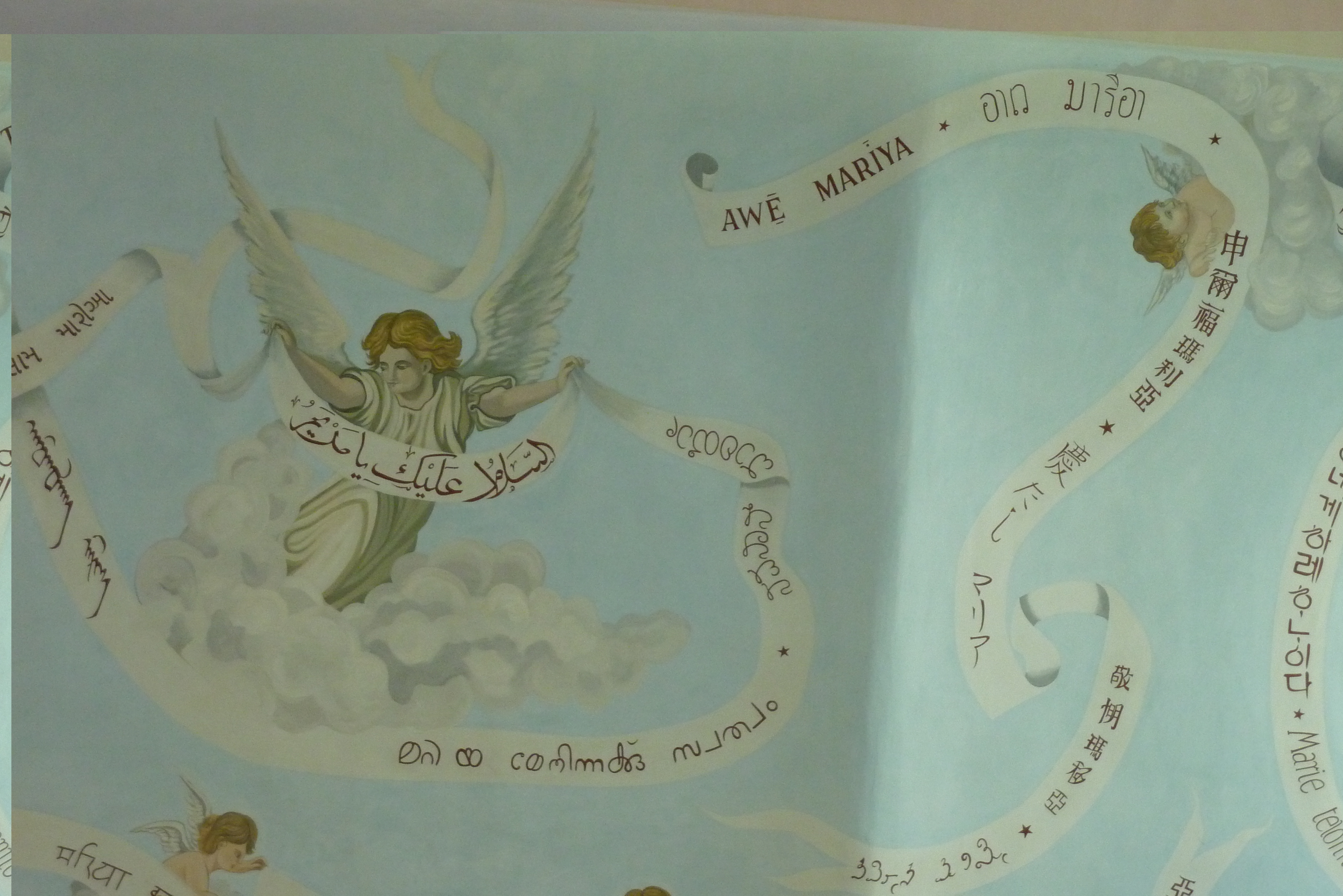
Klosterkirche Deir Rafat, Spruchbänder „Ave Maria“ (2010)

Deir Rafat (arabisch دير رفات, DMG Dair Rafāt, hebräisch דֵיר רָאפָאת) ist ein Ort zwischen Jerusalem und Tel Aviv, der bekannt ist als katholischer Marienwallfahrtsstätte im Gebiet des Lateinischen Patriarchats von Jerusalem mit dem Heiligtum „Unserer Lieben Frau, Königin von Palästina und des Heiligen Landes“.
Das katholische Kloster in Zentralisrael liegt nordwestlich von Bet Schemesch zwischen Givʿat Schemesch und dem Kibbuz Zora im Süden und Kfar Uria im Norden. Politisch fällt es unter die Zuständigkeit des Regionalverwaltung von Mateh Jehuda. Im Jahre 2018 hatte es eine Bevölkerung von 94.
Das Kloster wurde 1927 von dem lateinischen Patriarchen Luigi Barlassina als Ort zu Ehren Marias, der „Königin von Palästina“, gegründet. 1933 wurde der Name „Königin von Palästina“ von der damaligen Ritenkongregation in Rom offiziell anerkannt. Der Wallfahrtsort besteht neben der Wallfahrtsstätte aus einem Kloster mit Kirche, einer Internatsschule und einem Waisenhaus. Zudem wird ein Gästehaus und ein Rückzugszentrum für Gläubige und Pilger aus dem Heiligen Land betrieben.
Die Fassade der Klosterkirche trägt die Inschrift auf lateinisch Reginæ Palæstinæ ‚der Königin Palästinas‘ und eine sechs Meter hohe Statue der Jungfrau Maria. Die Decke der Klosterkirche ist mit einem Gemälde geschmückt, das verschiedene Engel mit Bändern zeigt, die den Spruch „Gegrüßet seist du Maria“ (Ave Maria), den wichtigsten einleitenden Gebetsworten der Marienverehrung, in 280 Sprachen tragen. Seit 2009 befindet sich das Kloster in der Obhut der Ordensgemeinschaft der Schwestern von Bethlehem der Monastischen Familie von Bethlehem, der Aufnahme Mariens in den Himmel und des heiligen Bruno. Derzeit leben dort zwölf Ordensfrauen (Stand 2022).
Jeweils am letzten Sonntag im Oktober gibt es eine Wallfahrt und Prozession zu Ehren des Festes der Seligen Jungfrau Maria, Königin von Palästina, dem katholischen Hochfest Maria Königin von Palästina, das am 25. Oktober gefeiert wird.
Klostermauern wurden im Januar 2014 mit antichristlichen Parolen beschmiert und Fahrzeugen auf dem Parkplatz Reifen zerstochen.

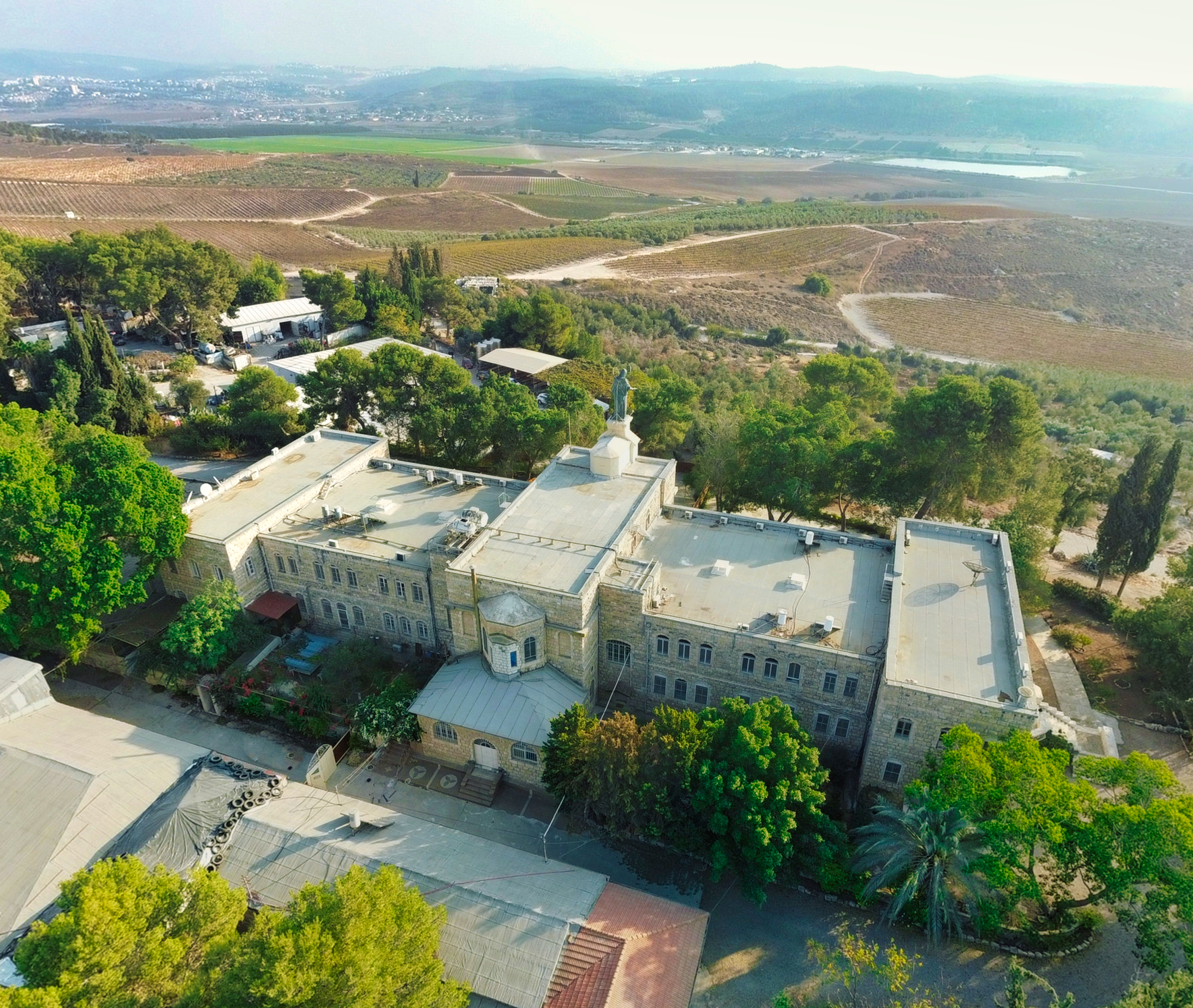
Deir Rafat